# Wang Jingwei
Dans ce nom chinois, le nom de famille, Wang, précède le nom personnel.
 (août 2017).
Si vous disposez d'ouvrages ou d'articles de référence ou si vous connaissez des sites web de qualité traitant du thème abordé ici, merci de compléter l'article en donnant les références utiles à sa vérifiabilité et en les liant à la section « Notes et références ».
Pour les articles homonymes, voir Wang (patronyme).

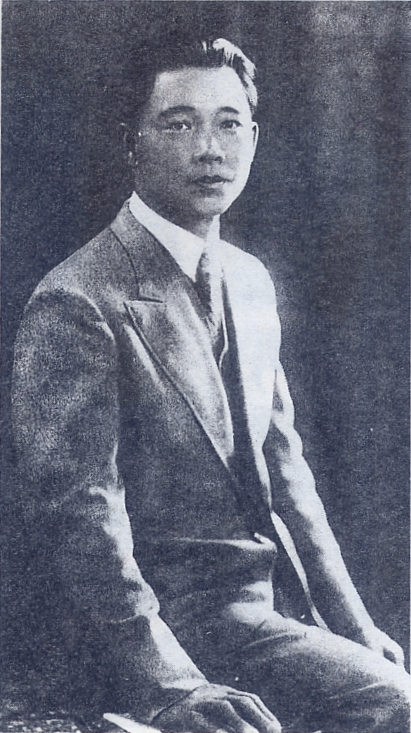
Wang, âgé d'une vingtaine d'années.

Wang Jingwei (chinois simplifié : 汪精卫 chinois traditionnel : 汪精衛 pinyin : Wāng Jīngwèi) (né le 4 mai 1883 – mort le 10 novembre 1944), est un homme politique chinois. Proche collaborateur de Sun Yat-sen, il fut membre de l’aile gauche du Kuomintang (KMT) et dirigea un temps le gouvernement de la république de Chine. Il fut au sein du Kuomintang l'un des principaux rivaux de Tchang Kaï-chek et fut finalement évincé par ce dernier.  
Il forma plus tard à Nankin le Gouvernement national réorganisé de la république de Chine, un gouvernement de collaboration avec l'empire du Japon. Son nom de naissance était Wang Zhaoming (汪兆銘) : il adopta son nouveau prénom au début de sa carrière politique. 

## Biographie

### Formation et premiers engagements politiques
Né au sein d'une famille pauvre à Panyu, dans la province du Guangdong, Wang se rendit au Japon comme étudiant international parrainé par le gouvernement de l’empire Qing en 1903. Il rejoignit le Tongmenghui (mouvement créé par Sun Yat-sen et Song Jiaoren) en 1905. Durant son séjour au Japon, il devint un proche collaborateur de Sun Yat-sen et fit également la connaissance de Hu Hanmin. 
De retour en Chine, Wang Jingwei fut très actif comme opposant à l'Empire et comme militant nationaliste. En 1910, il fut arrêté pour avoir comploté l’assassinat du régent, le prince Zaifeng, et resta en prison jusqu’au soulèvement de Wuchang l’année suivante. À sa libération, il fut considéré comme un héros du nationalisme chinois.
Wang Jingwei fut, dans les premières années de la république de Chine, un cadre important du Kuomintang, et occupa plusieurs postes dans les gouvernements dirigés par Sun Yat-sen à Guangzhou, faisant figure de dauphin potentiel du fondateur de la république de Chine. À la mort de Sun Yat-sen, Wang Jingwei devint président du gouvernement nationaliste qui continuait de revendiquer la légitimité républicaine face au gouvernement des seigneurs de la guerre à Pékin. Il dut cependant faire face au problème de la succession à la tête du parti, bientôt briguée par son rival Tchang Kaï-chek.

### Rivalité avec Tchang Kaï-chek
À l'époque de l’expédition du Nord, Wang représentait la faction d'extrême-gauche du Kuomintang et, malgré son peu d'affinités avec les communistes et les conseillers du Komintern, était partisan du maintien de l'alliance avec le Parti communiste chinois et la Troisième Internationale.
L'ascension de Tchang Kaï-chek poussa Wang Jingwei, en janvier 1927, à déplacer son gouvernement à Wuhan. En avril, alors qu'il réalisait la purge des communistes et des éléments gauchistes du Kuomintang dont le massacre de Shanghai avait signé le départ, Tchang établit son propre gouvernement à Nankin. Wang maintint initialement son alliance avec les communistes mais rompit avec eux le 15 juillet. N’ayant ni les ressources financières, ni les ressources militaires pour s’opposer à Tchang, le gouvernement de Wuhan s'effondra dès septembre 1927 ; Wang Jingwei se rallia à la faction de Tchang Kaï-chek à Nankin. À la fin de l'année, le temps de terminer l'expédition du Nord, Tchang Kaï-chek laissa la tête du gouvernement nationaliste à Tan Yankai, un proche de Wang Jingwei. Il continua cependant, en tant que chef de l'armée, à exercer la réalité du pouvoir, avant de l'assumer à nouveau lui-même officiellement.
En 1930, Wang s'allia aux seigneurs de la guerre Feng Yuxiang et Yan Xishan, ainsi qu'à un autre chef du Kuomintang, Li Zongren, pour former une coalition contre Tchang Kaï-chek. Au cours de l'année, les alliés de Wang Jingwei affrontèrent militairement la faction de Tchang Kaï-chek dans la guerre des plaines centrales, mais furent battus.

### Chef du gouvernement chinois
En 1931, Wang Jingwei dirigea un nouveau gouvernement dissident à Guangzhou. La démission de Tchang Kaï-chek à la suite de la conquête de la Mandchourie par le Japon permit cependant à Wang Jingwei de revenir sur le devant de la scène. Il devint la même année président du comité central du Kuomintang et, le 28 janvier 1932, président du gouvernement exécutif (xíng zhèng yuàn zhǎng), soit Premier ministre.
Tchang Kaï-chek demeurait cependant le chef de l'Armée nationale révolutionnaire, et Wang Jingwei dut affronter à la fois la faction de son rival, et la menace croissante que constituaient les visées expansionnistes de l'empire du Japon. Partisan de l'affrontement armé contre les Japonais, Wang Jingwei demeurait cependant impuissant, Tchang Kaï-chek préférant l'attentisme et concentrant ses efforts dans la lutte contre les communistes. Face aux difficultés, Wang présenta plusieurs fois sa démission, pour la retirer ensuite. Il voyagea également en Europe, notamment en Allemagne, et entra en contact avec Adolf Hitler. En décembre 1935, il fut sérieusement blessé dans une tentative d'assassinat, et dut abandonner la tête du gouvernement, reprise quelques jours plus tard par Tchang Kaï-chek.

### Collaboration avec les Japonais

Drapeau utilisé par le gouvernement de Wang Jingwei à Nankin, utilisant le nom et l'emblème de la république de Chine. Le fanion porte l'inscription Paix, anticommunisme, construction nationale.

Au début de la seconde guerre sino-japonaise, Wang Jingwei accompagna le gouvernement dans sa retraite à Chongqing. À cette époque, il organisa des groupes d’extrême-droite dans la lignée des partis fascistes européens au sein du KMT. Après les défaites chinoises initiales, pessimiste quant aux chances de la Chine dans la guerre contre le Japon, il se fit le porte-parole d’opinions défaitistes au sein des dirigeants du KMT. Wang pensait que la Chine devait négocier avec le Japon de manière à survivre paisiblement.
Fin 1938, Wang quitta Chongqing et se rendit à Hanoi, en Indochine française, où il échappa à une tentative d'assassinat menée par des agents du Kuomintang. Il retourna ensuite en Chine et se rendit à Shanghai, où il négocia avec les Japonais. 
Le 30 mars 1940, il devint le dirigeant du Gouvernement national réorganisé de la république de Chine, un État fantoche basé à Nankin, cumulant les fonctions de président du pouvoir exécutif (soit chef du gouvernement) et de président du gouvernement national (行政院長兼國民政府主席, Xíngzhèng yuànzhǎng jiān Guómín Zhèngfǔ zhǔxí, soit chef de l'État). Son gouvernement utilisait l'emblème du Kuomintang et se présentait comme l'autorité légitime de la république : il fut reconnu comme tel par les pays de l'Axe.

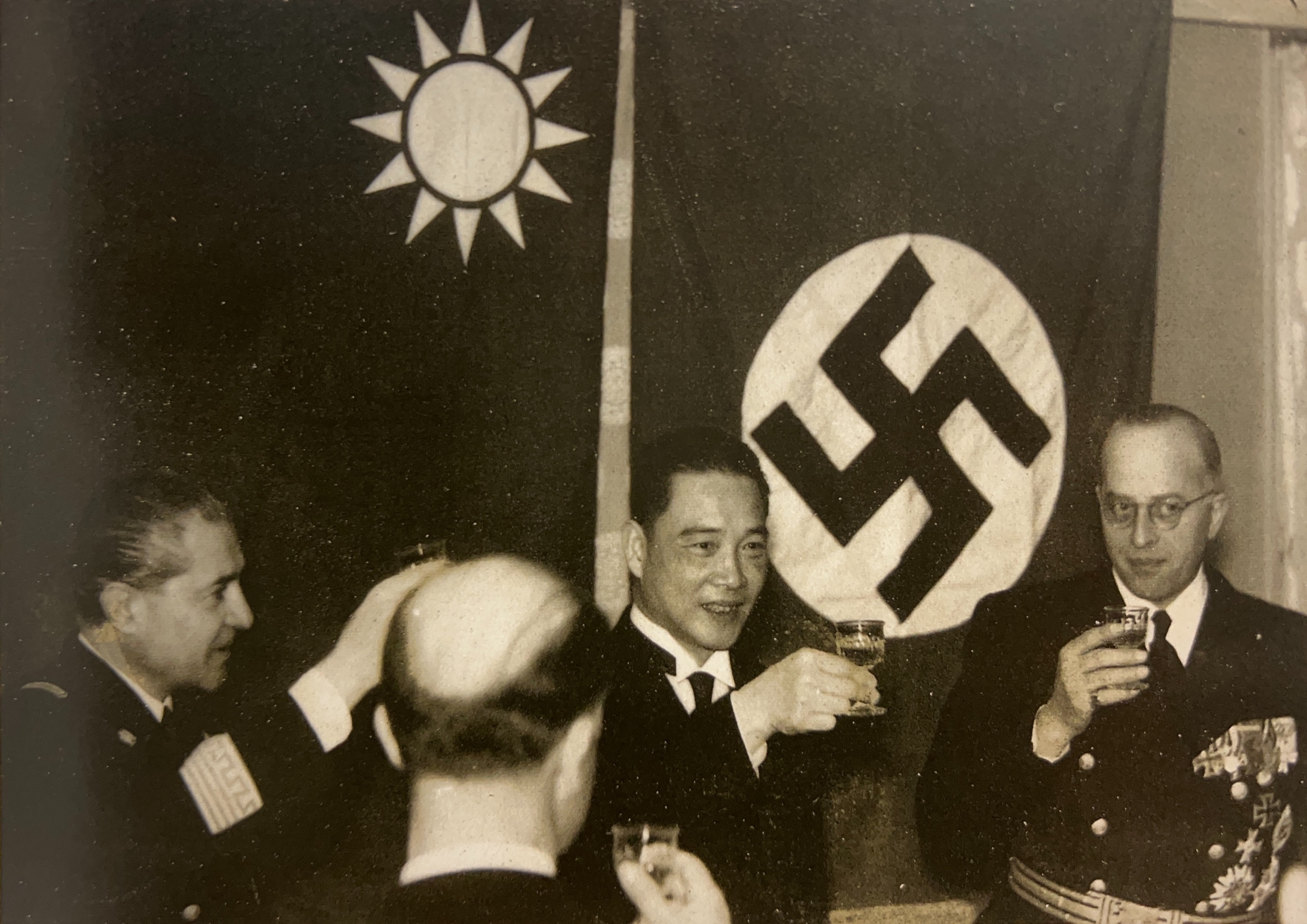
1941. Wang Jingwei recevant des émissaires allemands, après la reconnaissance de son gouvernement par l'Allemagne nazie. L'emblème du Kuomintang est visible sur la gauche.

En tant que président, Wang Jingwei collabora pleinement avec l'empire du Japon et maintint des contacts avec tous les autres chefs d'État de la Sphère ainsi qu'avec le Troisième Reich et le gouvernement fasciste italien. En novembre 1943, il représenta la Chine à la conférence de la Grande Asie orientale à Tokyo.
En mars 1944, Wang Jingwei, malade (atteint d'un myélome multiple), partit au Japon pour se faire soigner. Il mourut à Nagoya, en novembre de la même année. Chen Gongbo, son vice-président, lui succéda à la tête du régime.
Wang fut enterré à Nankin près du mausolée Sun Yat-sen, dans une tombe très élaborée. Une fois le Japon vaincu, le gouvernement du Kuomintang, sous la houlette de  Tchang Kaï-chek, ramena la capitale à Nankin et fit détruire la tombe de Wang. Aujourd’hui, un petit pavillon a été dressé, rappelant la trahison de Wang Jingwei. L'ancien dirigeant nationaliste est dénoncé comme un renégat à la fois dans l'historiographie de Taïwan et dans celle de la Chine populaire.

## Littérature et cinéma
La nouvelle Lust, Caution (Amour, luxure, trahison), publiée en 1979 aux États-Unis par Eileen Chang, met en scène un groupe d'étudiants chinois liés au Kuomintang et déterminés à assassiner un proche collaborateur de Wang Jingwei. Elle a été adaptée en 2007 par Ang Lee dans un film homonyme.  